# Дългоопашата чинка
Дългоопашата чинка (Carpodacus sibiricus) е вид птица от семейство Чинкови (Fringillidae), единствен представител на род Uragus.

## Разпространение
Видът е разпространен в Китай, Казахстан, Киргизстан, Монголия, Русия, Северна Корея, Южна Корея и Япония.